# Trübtensee
Der Trübtensee, seit den 1970er-Jahren auf der Landkarte auch Triebtenseewli, ist ein Bergsee im Kanton Bern in der Schweiz.

## Lage
Der Trübtensee liegt in der Gemeinde Guttannen auf 2365 m. ü. M. oberhalb des Grimselsees und hat einen Inhalt von 1,1 Mio. m3.

## Nutzung
Das Wasser des Trübtensees wird durch eine Wasserfassung aufgenommen und von den Elektrizitätswerken Grimsel 1, Handeck 2, Handeck 3 und Innertkirchen 1 genutzt. Der Trübtensee ist der höchstgelegene See, der von der Kraftwerke Oberhasli genutzt wird.